# Lanloup
Lanloup é uma comuna francesa na região administrativa da Bretanha, no departamento Côtes-d'Armor. Estende-se por uma área de 2,44 km². Em 2010 a comuna tinha 220 habitantes (densidade: 90,2 hab./km²).